# Brzęczkowice
Brzęczkowice – osiedle w Mysłowicach, część dzielnicy Brzęczkowice i Słupna.

## Położenie i komunikacja
Osiedle zajmuje obszar kilkunastu kilometrów kwadratowych i leży w centralnej części miasta. We wschodniej części osiedla płynie rzeka Przemsza będąca naturalną granicą z Jaworznem i Sosnowcem. Sąsiaduje z Brzezinką, Ćmokiem i Słupną.
Na terenie osiedla znajduje się park (niegdyś stał tu pomnik z autentycznym radzieckim czołgiem), kilka sklepów, spory plac zabaw (Rady Europy) z nowym boiskiem tartanowym, 2 szkoły podstawowe, 3 przedszkola publiczne, staw, kościół katolicki, cmentarz, zabytkowa kapliczka, 2 przychodnie lekarskie, bary i restauracje. Otoczona jest głównie niewielkimi lasami, a od południowej części największymi w mieście ogródkami działkowymi („Ślązaczka” i „Irys”), gdzie wypoczywa wielu mieszkańców Brzęczkowic, jak i innych dzielnic miasta.
Zajmuje bardzo ważne miejsce ze względu na komunikację. Przebiega tędy autostrada A4 (miejsce poboru opłat w kierunku na Kraków), a także droga ekspresowa S1 (północ-południe) oraz wojewódzka 934 (Katowice–Oświęcim). Znajduje się tutaj także węzeł autostradowy Mysłowice-Brzęczkowice.
Pod koniec lat 80. XX w., gdy władze miasta (za prezydenta Karawaja) wiedziały, że osiedle nie rozbuduje się na zachód, zaczęto budowę dwupasmowej obwodnicy (ponad 2 km), by odciążyć drogi lokalne w pobliżu osiedla i umożliwić znacznie szybszy przejazd w tym miejscu. Plany te nie zostały zrealizowane, zbudowano tylko ok. 500 m tej drogi, z czego prawie połowa jest bezużyteczna. Obecnie niemożliwe jest zbudowanie tej drogi według dawnego projektu, ale powstał nowy tzw. „Projekt Nowooświęcimska”. Ma on być naturalną obwodnicą dzielnicy i komfortowym przejazdem z odnogi Drogowej Trasy Średnicowej.
Przez Brzęczkowice przechodzą ważne linie kolejowe: linia Katowice – Oświęcim (jest ona zelektryfikowana) oraz towarowa – łącząca główne trasy z kopalniami piasku w Maczkach-Borze i Jaworznie Szczakowej (tam usunięto sieć trakcyjną).
Do Brzęczkowic dojechać można autobusem z centrum miasta, a także prawie z każdej innej dzielnicy Mysłowic. Są to linie ZTM, a także prywatne busy relacji Katowice Oświęcim. Na terenie osiedla brak jest linii tramwajowych, choć w czasach PRL kilkakrotnie poruszano kwestię budowy takiej linii do Brzęczkowic, przez tzw. Promenadę i Słupną. Obecnie pomysł ten w wyniku przekształceń w spółce Tramwaje Śląskie powrócił.

## Nazwa
W dokumencie sprzedaży dóbr pszczyńskich wystawionym przez Kazimierza II cieszyńskiego w języku czeskim we Frysztacie 21 lutego 1517 r. wieś została wymieniona jako Brzeczkowicze
Według niemieckiego nauczyciela nazwa miejscowości należy do grupy nazw patronomicznych i pochodzi od imienia założyciela miejscowości Brzęskiego. W swoim dziele o nazwach miejscowości na Śląsku wydanym w 1888 r. we Wrocławiu wymienia on jako najstarszą zanotowaną nazwę miejscowości Brzęczkowice podając jej znaczenie Dorf des Brzęski, czyli po polsku Wieś Brzęskiego.
W alfabetycznym spisie miejscowości na terenie Śląska wydanym w 1830 r. we Wrocławiu przez Johanna Knie miejscowość występuje pod polską nazwą Brzenczkowice oraz nazwą niemiecką Brzenskowitz. Topograficzny słownik Prus z 1835 r. notuje miejscowość pod polską nazwą Brzenczkowice, a także niemiecką Brzenskowitz.

## Historia
Wzmianki o Brzęczkowicach sięgają późnego średniowiecza, a dokładniej 1360 r. Wtedy też pojawia się pierwsza wzmianka o Mysłowicach, które otrzymały w tym roku prawa miejskie. Później bardzo długo funkcjonowała jako wieś, kilkanaście chat i budynków znajdowało się przy dzisiejszej granicy ze Słupną, przy małym potoku (płynącym tu do dziś). Kilka domów stało też w okolicy dzisiejszej ulicy Brzęczkowickiej, na polach. Ludzie uprawiali tutaj rolnictwo i myślistwo. Osiedle należało często do tych samych władców, co Mysłowice. Jednym z nich był Mieroszewski, który w 1778 r. uruchomił tu kopalnię węgla kamiennego „Bergthal”. Węgiel wydobywano tu jeszcze w latach 80. XX w., ale nie w kopalni, tylko w sztolniach sięgających maksymalnie kilkadziesiąt metrów pod ziemią. Szyby te istniały jeszcze do początków lat 80. i należały głównie do KWK Niwka Modrzejów (dziś nieistniejącej). Między Brzęczkowicami, a Słupną istniał Trójkąt Trzech Cesarzy. Rok po I wojnie światowej do osiedla dotarła elektryczność, linie przeprowadzono z centrum Mysłowic. Podczas II wojny światowej walczono i tutaj, w lasach chroniła się partyzantka. Niemcy budowali tutaj bardzo dużo bunkrów w lasach i rejonie Przemszy (zachowane do dziś). Do 1945 r. ówczesna miejscowość Brzęczkowice była siedzibą jednostkowej gminy Brzęczkowice, którą 1 grudnia 1945 włączono do Mysłowic.
W XXI w. zbudowano kilkanaście prywatnych domów oraz remontowano spółdzielcze bloki. Powstało także jedno z największych w mieście gimnazjów.

## Osiedle im. Powstańców Śląskich
Sporą część Brzęczkowic zajmują bloki osiedla im. Powstańców Śląskich budowane na przełomie lat 80. i 90. XX w. Zamieszkuje je około 11 tys. ludzi, całą dzielnicę prawie 13 tys. Niedokończony plan budowy zakładał budowę większej ilości bloków, także w zachodniej części dzielnicy i Brzęczkowice miało zamieszkiwać nawet do 30 tys. ludzi. Dziś na tym terenie budowane są nowe domki jednorodzinne. Wybudowane bloki to 4-piętrowce oraz 7-, 9- i 10-piętrowe wieżowce. Większość bloków administruje Mysłowicka Spółdzielnia Mieszkaniowa, pozostała część to bloki komunalne. Tu toczy się głównie życie mieszkańców dzielnicy.

## Stare Brzęczkowice
Stare Brzęczkowice to zachodnia część dzielnicy, wzdłuż ulicy Kolejowej. Niektóre domy wybudowane w tej okolicy mają 100 lub więcej lat. Zdarza się, że są wpisane do rejestru zabytków.

## Trójkąt Trzech Cesarzy iWieża Bismarcka
Trójkąt Trzech Cesarzy był miejscem, gdzie stykały się granice między 3 cesarstwami: Rosją, Austrią i Prusami. Do takiej sytuacji doszło w XIX w. Brzęczkowice, wtedy pod nazwą „Breczkowitz”, należały do Prus. Przy Przemszy, bo to ona wyznaczała granicę, powstał mały port. Przez Mysłowice przetaczały się wtedy tłumy handlarzy, turystów oraz emigrantów (Mysłowice były jednym z punktów tranzytowych dla emigrantów udających się do portów na wybrzeżu Bałtyku) co znacznie rozwinęło miejscową gospodarkę. W 1907 r. wzniesiono na pobliskim wzgórzu 22-metrową wieżę widokową (Bismarcka). W pogodne dni można było z niej zobaczyć punkty odległe nawet o kilkadziesiąt kilometrów. Po I wojnie światowej przemianowano ją na „Wieżę Powstańców”, nieco później zaś nadano imię Tadeusza Kościuszki. W 1937 r. zburzono ją całkowicie, granitu z wieży użyto kilkanaście lat później do budowy schodów pobliskiego kościoła Matki Boskiej Bolesnej oraz schodów katowickiej katedry.
Na upamiętnienie tego miejsca jako dawnej granicy mocarstw uczestniczących w rozbiorach Polski, w dniu wejścia Polski do Unii Europejskiej (1 maja 2004 r.), trzech prezydentów miast, które mają tu swoje granice (Mysłowice reprezentował Grzegorz Osyra, Sosnowiec Kazimierz Górski, a Jaworzno Paweł Silbert), odsłoniło pamiątkowy pomnik z napisem: „W miejscu, w którym niegdyś stykały się granice trzech zaborów, dzisiaj świętujemy wstąpienie Polski do Unii Europejskiej i jesteśmy dumni, że wspólnie budujemy Europę bez granic”.
30 kwietnia 2013 na pomniku umieszczono nową tablicę ze zmienionym napisem, informującym, że w tym miejscu stykały się dawniej „granice trzech państw”. W poprzednim napisie było: „granice trzech zaborów”. Faktem jest, że Śląsk nie był pod żadnym zaborem. Kiedy Polskę rozbierano, już należał do państwa pruskiego.

## Edukacja

### Przedszkola
- Przedszkole nr 6, ul. gen. Ziętka 116
- Przedszkole z Oddziałami Integracyjnymi nr 16, ul. F. Kawy 4
- Przedszkole nr 3, ul. Wały 3

### Szkoły podstawowe
- Szkoła Podstawowa nr 6 im. ks. Jana Twardowskiego, ul. Generała Ziętka 116
- Szkoła Podstawowa z Oddziałami Integracyjnymi nr 13 im. Henryka Sienkiewicza, ul. ks. kard. A. Hlonda 14

### Zlikwidowane
- Gimnazjum z Oddziałami Integracyjnymi i Dwujęzycznymi nr 3 im. Karola Wojtyły, ul. ks. kard. A. Hlonda 14

## Parafia

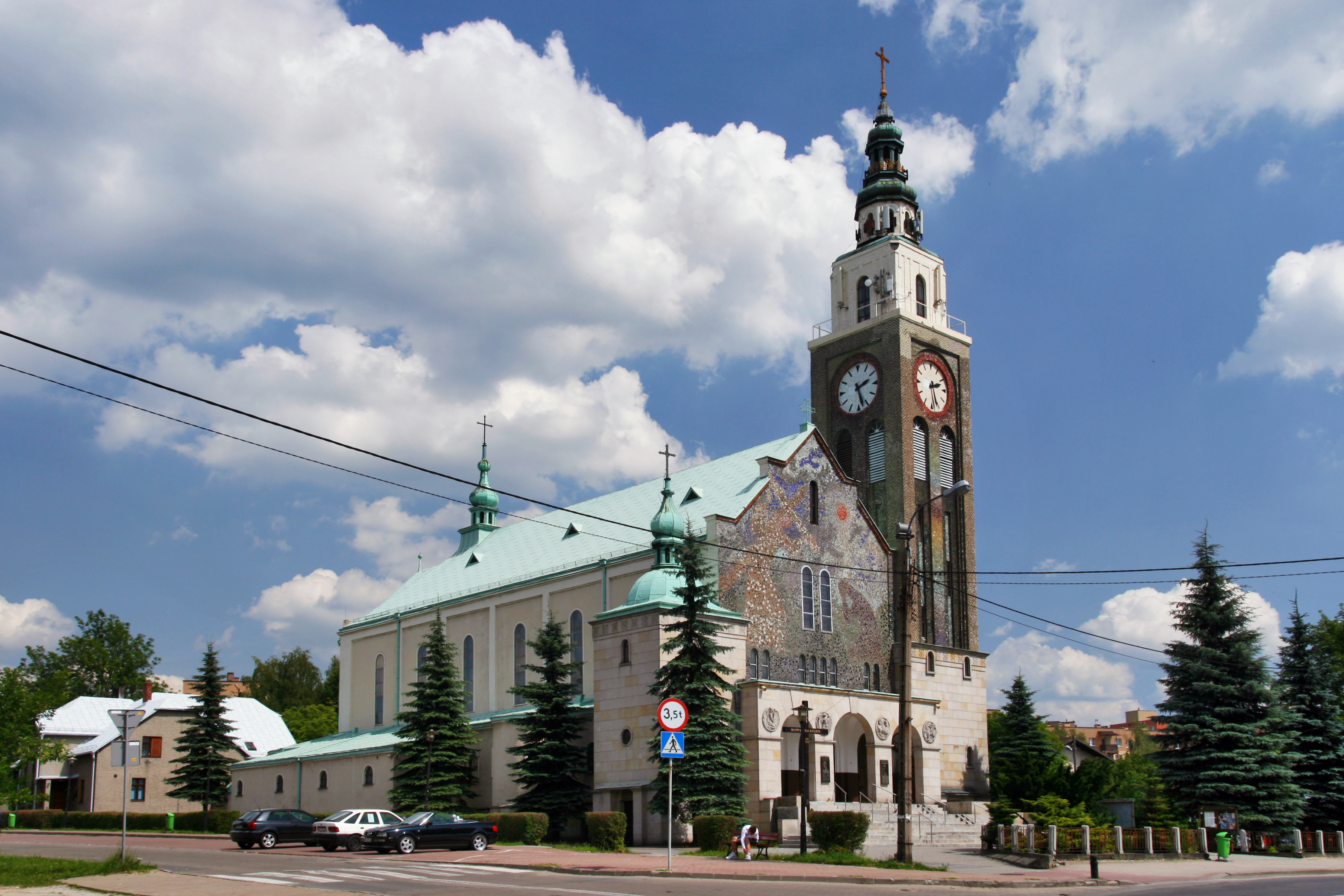
Kościół parafii Matki Boskiej Bolesnej w Brzęczkowicach

Parafia Matki Boskiej Bolesnej, ul. gen. Jerzego Ziętka 25. W jego podziemiach znajduje się Muzeum Misyjne, założone w roku 2003.

## Ciekawostki
- Pierwotnie osiedle Powstańców Śląskich miało mieć dodatkowe części i liczyć prawie trzykrotnie więcej mieszkańców.
- Mieszkańcami Brzęczkowic byli m.in. August Hlond (także tutaj urodzony), Wojciech Kuderski, Andrzej Mielęcki, Jolanta Fraszyńska.
- Kazimierz Kutz kręcił w Brzęczkowicach końcowe sceny filmu „Sól ziemi czarnej” (z Olgierdem Łukaszewiczem), dokładniej przy brzegu Przemszy.
- Odbywały się tu drobne bitwy powstań śląskich, a także wiele bitew podczas wojen o Śląsk oraz zmagania podczas kampanii wrześniowej.

## Brzęczkowice w samorządzie
Radni w Radzie Miasta Mysłowice z Brzęczkowic:
- 2002–2006: Dariusz Wójtowicz (SLD), Joanna Plewa (Mysłowickie Porozumienie Samorządowe), Krzysztof Gorbacz (SLD) i Urszula Rasek (Mysłowice 2002 plus)
- 2006–2010: Dariusz Wójtowicz (LiD), Narcyz Wojtowicz (Nowe Mysłowice) i Bożena Podbielska (Platforma Obywatelska)
- 2010–2014: Dariusz Wójtowicz (Nowe Mysłowice), Michał Makowiecki (Platforma Obywatelska) i Joanna Plewa (Mysłowickie Porozumienie Samorządowe)
- 2014–2018: Dariusz Wójtowicz (Wspólnie dla Mysłowic), Urszula Rasek i Karol Berger (Mysłowickie Porozumienie Samorządowe)[8]
- od 2018: Adrian Panasiuk (Wspólnie dla Mysłowic), Edward Lasok (Mysłowickie Porozumienie Samorządowe), Robert Patałąg (PiS), Joanna Pniok (Koalicja Obywatelska), Jacek Szołtysek (Koalicja Obywatelska)[9]

W 1998 powstała na terenie Brzęczkowic Rada Osiedla (od 2015 Rada Dzielnicy) Brzęczkowice i Słupna. Od 2015 r. przewodniczącą Rady Dzielnicy jest Patrycja Łuczuk-Strońska, a przewodniczącym Zarządu Rady Dzielnicy Bartosz Malaka. Obecnie żaden z mieszkańców Brzęczkowic, jak i Mysłowic nie jest radnym wojewódzkim. Kiedyś był nim Marek Fabryczny, działacz lewicowy i związkowy z ZNP. Posłem na Sejm RP jest pochodzący z Brzęczkowic Wojciech Król.